# Justin Bartha
Justin Bartha (Fort Lauderdale, 1978. július 21. –) amerikai színész.

## Magánélete
2009–2011 között Ashley Olsen élettársa volt.
2014. január 14-én feleségül vette Lia Smithet. A házaspárnak egy közös gyermeke van, Asa Charlotte.

## Filmográfia

### Film
| Év   | Magyar cím                                    | Eredeti cím                        | Szerep           | Magyar hang     |
| ---- | --------------------------------------------- | ---------------------------------- | ---------------- | --------------- |
| 1998 | 54                                            | 54                                 | klub vendége     |                 |
| 1999 |                                               | Tag (rövidfilm)                    | Kip Woffard      |                 |
| 2002 |                                               | Carnival Sun (rövidfilm)           | Brian            |                 |
| 2003 | Gengszter románc                              | Gigli                              | Brian            | Boros Zoltán    |
| 2004 | A nemzet aranya                               | National Treasure                  | Riley Poole      | Görög László    |
| 2005 | Házasság a négyzeten                          | Trust the Man                      | Jasper Bernard   | Pálmai Szabolcs |
| 2006 | Anyám nyakán                                  | Failure to Launch                  | Ace              | Schmied Zoltán  |
| 2007 | A nemzet aranya: Titkok könyve                | National Treasure: Book of Secrets | Riley Poole      | Görög László    |
| 2008 | New York, I Love You                          | New York, I Love You               | Justin           | Fehér Tibor     |
| 2009 | Másnaposok                                    | The Hangover                       | Doug Billings    | Hevér Gábor     |
| 2009 |                                               | Jusqu'à toi                        | Jack             |                 |
| 2009 | Újrakezdők – Szerelmes szingli szittert keres | The Rebound                        | Aram Finkelstein | Boros Zoltán    |
| 2010 | Kóser játszma                                 | Holy Rollers                       | Yosef Zimmerman  | Görög László    |
| 2011 | Másnaposok 2.                                 | The Hangover Part II               | Doug Billings    | Hevér Gábor     |
| 2011 |                                               | Dark Horse                         | Richard          |                 |
| 2013 | Másnaposok 3.                                 | The Hangover Part III              | Doug Billings    | Hevér Gábor     |
| 2013 | CBGB                                          | CBGB                               | Stiv Bators      |                 |
| 2016 |                                               | White Girl                         | Kelly            |                 |
| 2016 | Üzenetek                                      | Sticky Notes                       | Bryan            | Miller Zoltán   |
| 2018 |                                               | Driven                             | Howard Weitzman  |                 |
| 2018 |                                               | Sorry for Your Loss                | Ken              |                 |
| 2019 |                                               | Against the Clock                  | Peter Hobbs      |                 |
| 2021 | Édes kislányom                                | Sweet Girl                         | Simon Keeley     | Szatory Dávid   |
| 2022 |                                               | Dear Zoe                           | David Gladstone  |                 |

### Televízió
| Év        | Magyar cím                            | Eredeti cím                              | Szerep               | Megjegyzések            |
| --------- | ------------------------------------- | ---------------------------------------- | -------------------- | ----------------------- |
| 2004      | Vallatás                              | Strip Search                             | ismeretlen szerep    | tévéfilm                |
| 2006      |                                       | Teachers                                 | Jeff Cahill          | főszereplő (6 epizód)   |
| 2009      |                                       | WWII in HD                               | Jack Werner (hangja) | minisorozatr (5 epizód) |
| 2012–2013 | Egy rém fura család                   | The New Normal                           | David Sawyer         | főszereplő (22 epizód)  |
| 2016      |                                       | Cooper Barrett's Guide to Surviving Life | Josh Barrett         | főszereplő (13 epizód)  |
| 2017–2018 | Diane védelmében                      | The Good Fight                           | Colin Morrello       | főszereplő (17 epizód)  |
| 2019      | Tömény történelem                     | Drunk History                            | Thomas H. Ince       | 1 epizód                |
| 2021      | Godfather of Harlem                   | Godfather of Harlem                      | Robert Morgenthau    | 5 epizód                |
| 2021      |                                       | The Other Two                            | önmaga               | 1 epizód                |
| 2022      | Atlanta                               | Atlanta                                  | Marshall Johnson     | 1 epizód                |
| 2022      | A nemzet aranya: A történelem peremén | National Treasure: Edge of History       | Riley Poole          | 1 epizód                |

## Színházi szerepek
| Év   | Magyar cím    | Eredeti cím                 | Szerep       |
| ---- | ------------- | --------------------------- | ------------ |
| 2010 | 64. Tony-gála | The 64th Annual Tony Awards | előadóművész |
| 2010 |               | Lend Me a Tenor             | Max          |
| 2011 |               | All New People              | Charlie      |
| 2011 |               | Asuncion                    | Vinny        |
| 2013 | Napsugár fiúk | The Sunshine Boys           | Ben          |
| 2015 |               | Permission                  | Eric         |

## Fordítás
- Ez a szócikk részben vagy egészben  a   Justin Bartha című angol Wikipédia-szócikk ezen változatának fordításán alapul.  Az eredeti cikk szerkesztőit annak laptörténete sorolja fel. Ez a jelzés csupán a megfogalmazás eredetét és a szerzői jogokat jelzi, nem szolgál a cikkben szereplő információk forrásmegjelöléseként.